# Macaca siberu
Macaca siberu là một loài động vật có vú trong họ Cercopithecidae, bộ Linh trưởng. Loài này được Fuentes & Olson miêu tả năm 1995.